# Hynek Cimoradský
Hynek Cimoradský (* 25. října 1967 Praha) je český basketbalista, trojnásobný vicemistr Československa (1989, 1990, 1991) a vicemistr České republiky 1993. Je vysoký 210 cm.[zdroj⁠?!]
V československé basketbalové lize hrál za Sparta Praha (1986-1993, 7 sezón), s kterou získal tři stříbrné medaile za druhá místa v československé lize letech 1989 až 1991 a stříbrnou medaili za druhé místo v české basketbalové lize 1993.
S týmem Sparta Praha se zúčastnil jednoho ročníku FIBA Poháru vítězů pohárů 1991/92, kde Sparta Praha byla vyřazena ve 2. kole řeckým Panionios Atheny. Dále hrál 3 ročníky FIBA Poháru Korač v letech 1989-1993. Zaznamenal celkem 15 bodů ve 4 zápasech FIBA evropských pohárů klubů.   
Po skončení basketbalové kariéry se věnuje zejména podnikatelské činnosti.

## Hráčská kariéra

### Kluby
- 1986-1993 Sparta Praha - 3x vicemistr (1989, 1990, 1991), 5. místo (1992), 2x 7. místo (1987, 1988), 8. místo (1992/93)
  - Československá basketbalová liga celkem 7 sezón (1986-1993) a 817 bodů
- 1993-1995 Sparta Praha - vicemistr (1993)
  - Česká basketbalová liga (1993, 1 sezóna, 38 bodů)
- V československé a české basketbalové lize celkem 8 sezón a 855 bodů

### FIBA Evropské basketbalové poháry klubů
- Sparta Praha
- FIBA Pohár vítězů pohárů 1991/92 - ve 2. kole vyřazení řeckým Panionios Atheny rozdílem 14 bodů ve skóre
- FIBA Poháru Korač
  - 1989/90 vyřazení rozdílem 2 bodů švýcarským Bellinzona Basket (88-83, 73-80)
  - 1990/91 vyřazení rozdílem 5 bodů ve skóre řeckým Panathinaikos Atheny (64-72, 75-72)
  - 1992/93 vyřazení řeckým AEK Atheny (82-91, 80-95)
  - Hynek Cimoradský celkem 15 bodů ve 4 zápasech FIBA evropských pohárů klubů